# William Bruhn-Möller
William Bruhn-Möller, švedski veslač, * 11. februar 1887, † 13. avgust 1964.
Bruhn-Möller je bil član švedskega četverca s krmarjem široke gradnje, ki je na Poletnih olimpijskih igrah 1912 v Stockholmu osvojil srebrno medaljo. Na istih igrah je veslal tudi v švedskem osmercu, ki je bil izločen v četrtfinalu. 